# Calcolo mentale
Il calcolo mentale consiste nell'effettuare un calcolo matematico usando solamente la propria mente, senza l'ausilio di altri mezzi quali una calcolatrice, un computer, carta e penna.
Il calcolo viene eseguito basandosi sulla conoscenza di alcuni dati quali la tavola pitagorica, i prodotti notevoli e alcuni metodi di calcolo approssimato. Il calcolo mentale viene utilizzato quando non si dispone di altri mezzi di calcolo, ma anche per valutare l'ordine di grandezza di un risultato già conosciuto al fine di verificarne la correttezza.
Alcune persone, dette calcolatori prodigio, riescono ad effettuare calcoli mentali di notevole difficoltà con elevata velocità e precisione.

## Metodi di calcolo mentale
La dote essenziale per un calcolatore prodigio è quella di possedere una memoria fuori dal comune. A questa deve essere associata una forte agilità mentale nell'eseguire i calcoli e la conoscenza di alcuni trucchi del mestiere. La memoria serve sia per disporre di dati pre-calcolati, sia per memorizzare tutti i risultati intermedi di un'operazione. Quelli che normalmente vengono annotati su un foglio di carta. I trucchi, invece, permettono di ottenere facilmente i risultati di alcune operazioni apparentemente molto complesse. A titolo di esempio si può mostrare quello utilizzato per estrarre le radici quinte:
- Bisogna memorizzare le potenze quinte di 10, 20, ..., 90, almeno grosso modo. Non serve il valore esatto.
- Si chiede a qualcuno di scegliere, senza dircelo, un numero intero minore di 100 e di moltiplicarlo per se stesso cinque volte. Dopo di che, dovrà leggerci il risultato.
- Supponiamo che venga letto il numero 229.345.007
- Appena inizia la lettura, capiamo che il numero è compreso tra 100 milioni (circa 102.400.000 = 405) e 300 milioni (circa 312.500.000=505), due dei numeri che abbiamo memorizzato. Dunque la prima cifra del risultato è 4.
- Appena termina la lettura, possiamo rispondere che il risultato è 47.

Il trucco sta nel fatto che, quando si eleva un qualsiasi numero intero alla 5ª potenza, l'ultima cifra non cambia. Quindi, visto che 229.345.007 finisce con "7", e che è la potenza quinta di un numero intero, anche la sua radice quinta finisce con "7". Questo metodo è stato quasi certamente utilizzato (con molto successo) anche da un concorrente della trasmissione televisiva Scommettiamo che...? e mostra anche come la memoria giochi spesso un ruolo importante.